# Bahnstrecke Brüssel–Lüttich
| Thalys auf der Gefällestrecke zwischen Ans und Lüttich-Guillemins |                        |                                                                              |                                                                              |
| |                        |                                                                              |                                                                              |
| Streckennummer: | L 36 (Belgien)         |                                                                              |                                                                              |
| Streckenlänge: | 100 km                 |                                                                              |                                                                              |
| Spurweite: | 1435 mm (Normalspur)   |                                                                              |                                                                              |
| Stromsystem: | 3 kV =                 |                                                                              |                                                                              |
| Maximale Neigung: | Ans-Liège-Guill.: 30 ‰ |                                                                              |                                                                              |
| Streckengeschwindigkeit: | 140 km/h               |                                                                              |                                                                              |
| Zugbeeinflussung: | ETCS Level 1           |                                                                              |                                                                              |
| Zweigleisigkeit: | durchgehend            |                                                                              |                                                                              |
| |                        |                                                                              |                                                                              |
| Betriebsstellen und Bauwerke |                        |                                                                              |                                                                              |
| \| \| \| Innenstadttunnel von Brüssel-Süd \| \| \| \| 0,0 \| Brüssel Nordbahnhof \| Brüssel Nordbahnhof \| \| \| \| \| \| \| \| \| Strecken 28 (Westring) und 50 (Gent) → ← Strecke 161 (Ostring, nach Namur) \| \| \| \| \| \| \| \| \| \| R21 \| \| \| \| \| \| \| \| \| 2,4 \| Schaarbeek Fernverkehr daneben, \| Schaarbeek Fernverkehr daneben, \| \| \| \| … dann auf die mittleren Gleise. \| \| \| \| \| (Rbf Schaarbeek) an den \| \| \| \| \| Strecken 25 und 27 nach Antwerpen \| \| \| \| 5,5 \| Haren-Süd \| Haren-Süd \| \| \| \| Strecke 26 Schaarbeek-Halle \| \| \| \| \| Regionsgrenze Brüssel – Flandern \| \| \| \| \| N21 \| \| \| \| 7,0 \| Diegem \| Diegem \| \| \| \| A201 \| \| \| \| \| R0 (Autobahnring Brüssel) \| \| \| \| 9,4 \| Zaventem \| Zaventem \| \| \| \| N262 \| \| \| \| \| Fernverkehr ↔ Flughafen \| \| \| \| \| Strecke 36C (Flughafenbahn Brüssel) \| \| \| \| 12,0 \| Nossegem \| Nossegem \| \| \| \| N227 \| \| \| \| \| Flughafen ↔ Fernverkehr \| \| \| \| 14,7 \| Kortenberg \| Kortenberg \| \| \| 16,1 \| Zavelstraat (1887–1920) \| Zavelstraat (1887–1920) \| \| \| 17,8 \| Erps-Kwerps \| Erps-Kwerps \| \| \| 19,2 \| Beisem geschlossen 1984 \| Beisem geschlossen 1984 \| \| \| 21,1 \| Veltem \| Veltem \| \| \| 24,0 \| Herent \| Herent \| \| \| \| N26 \| \| \| \| \| ab hier Linienbetriebverkehr \| \| \| \| \| A2 \| \| \| \| \| Nordumfahrung Bahnhof Löwen \| \| \| \| \| Löwen-Dijle-Kanal \| \| \| \| \| N19 \| \| \| \| \| Dijle \| \| \| \| \| Strecke 53 nach Mecheln \| \| \| \| \| Strecke 35 nach Hasselt \| \| \| \| \| Betriebsbahnhof Löwen \| \| \| \| \| N2 \| \| \| \| 28,7 \| Löwen \| Löwen \| \| \| \| N3 \| \| \| \| \| Strecke 139 nach Ottignies \| \| \| \| \| N25 \| \| \| \| \| HSL 2 nach Lüttich \| \| \| \| 34,1 \| Korbeek-Lo geschlossen 1984 \| Korbeek-Lo geschlossen 1984 \| \| \| 36,1 \| Lovenjoel geschlossen 1984 \| Lovenjoel geschlossen 1984 \| \| \| 40,0 \| Vertrijk \| Vertrijk \| \| \| \| N234 \| \| \| \| 42,0 \| Roosbeek \| Roosbeek \| \| \| 44,3 \| Kumtich \| Kumtich \| \| \| \| R27 \| \| \| \| 47,4 \| Tienen \| Tienen \| \| \| \| N29 \| \| \| \| \| Strecke 139 nach Namur (1867–1968) \| \| \| \| \| Strecke 22 nach Diest (1878–1988) \| \| \| \| \| R27 \| \| \| \| 53,8 \| Ezemaal \| Ezemaal \| \| \| \| N279 \| \| \| \| 57,0 \| Neerwinden \| Neerwinden \| \| \| \| Bahnhof Neerwinden \| \| \| \| \| Strecke 147 nach Gembloux (1865–1981) \| \| \| \| 60,7 \| Landen \| Landen \| \| \| \| N283 \| \| \| \| \| Strecke 127 nach Huy (1875–1964) \| \| \| \| \| Strecke 21 nach Hasselt \| \| \| \| \| N80 \| \| \| \| 64,0 \| Gingelom \| Gingelom \| \| \| 69,0 \| Jeuk \| Jeuk \| \| \| \| N755 \| \| \| \| \| Regionsgrenze Flandern-Wallonien \| \| \| \| 71,5 \| Corswarem \| Corswarem \| \| \| \| Bahnhof Corswarem \| \| \| \| \| A3 und HSL 2 \| \| \| \| 74,5 \| Waremme \| Waremme \| \| \| \| N69 \| \| \| \| 77,2 \| Bleret \| Bleret \| \| \| 79,8 \| Remicourt \| Remicourt \| \| \| 83,2 \| Momalle \| Momalle \| \| \| 85,4 \| Fexhe-le-Haut-Clocher \| Fexhe-le-Haut-Clocher \| \| \| 87,8 \| Voroux-Goreux \| Voroux-Goreux \| \| \| \| Rangierbahnhof Voroux \| \| \| \| \| \| \| \| \| \| Güterumgehungsbahn Lüttich (Strecke 36A) nach Kinkempois \| \| \| \| \| \| \| \| \| 89,9 \| Bierset-Awans HSL 2 von Löwen \| Bierset-Awans HSL 2 von Löwen \| \| \| \| A15 \| \| \| \| \| A602 \| \| \| \| 93,4 \| Ans \| Ans \| \| \| \| \| \| \| \| \| \| \| \| \| \| Strecke 31 nach Liers (1864–1996)→ ←Strecke 32 nach Flémalle (1868–1992) \| \| \| \| \| \| \| \| \| 94,7 \| Montegnée \| Montegnée \| \| \| \| N637 \| \| \| \| \| \| \| \| \| 97,0 \| Lüttich Haut-Pré (geschlossen 1994, ursprünglich Bergstation Kabelzuganlage) \| Lüttich Haut-Pré (geschlossen 1994, ursprünglich Bergstation Kabelzuganlage) \| \| \| \| \| \| \| \| \| N503 \| \| \| \| \| Rampe Haut Pré (30 ‰) \| \| \| \| \| Tunnel Saint-Gilles \| \| \| \| \| Strecke 34 nach Hasselt \| \| \| \| 99,9 \| Lüttich-Guillemins \| Lüttich-Guillemins \| \| \| \| Strecke 125 nach Namur \| \| \| \| \| Maas \| \| \| \| \| \| \| \| \| \| Strecke 40 nach Maastricht → ← Strecke 125A zum Rbf Kinkempois \| \| \| \| \| \| \| \| \| \| Strecke 43 nach Marloie \| \| \| \| \| \| \| \| \| \| Hochgeschwindigkeitsstrecke HSL 3 nach Aachen \| \| \| \| \| \| \| \| \| \| Strecke 37 nach Aachen \| \| |                        |                                                                              |                                                                              |
| Strecke (im Tunnel) · Strecke (im Tunnel) |                        | Innenstadttunnel von Brüssel-Süd                                             | Innenstadttunnel von Brüssel-Süd                                             |
| Bahnhof · Bahnhof | 0,0                    | Brüssel Nordbahnhof                                                          | Brüssel Nordbahnhof                                                          |
| |                        |                                                                              |                                                                              |
| Kreuzung geradeaus oben und rechts · Kreuzung geradeaus oben und links |                        | Strecken 28 (Westring) und 50 (Gent) → ← Strecke 161 (Ostring, nach Namur)   | Strecken 28 (Westring) und 50 (Gent) → ← Strecke 161 (Ostring, nach Namur)   |
| |                        |                                                                              |                                                                              |
| Strecke mit Straßenbrücke · Strecke mit Straßenbrücke |                        | R21                                                                          | R21                                                                          |
| Strecke |                        |                                                                              |                                                                              |
| Bahnhof · Strecke | 2,4                    | Schaarbeek Fernverkehr daneben,                                              | Schaarbeek Fernverkehr daneben,                                              |
| Strecke |                        | … dann auf die mittleren Gleise.                                             | … dann auf die mittleren Gleise.                                             |
| Abzweig geradeaus und von halblinks · Abzweig geradeaus und nach links · Dienststation / Betriebs- oder Güterbahnhof quer |                        | (Rbf Schaarbeek) an den                                                      | (Rbf Schaarbeek) an den                                                      |
| Strecke |                        | Strecken 25 und 27 nach Antwerpen                                            | Strecken 25 und 27 nach Antwerpen                                            |
| ehemaliger Haltepunkt / Haltestelle · Haltepunkt / Haltestelle | 5,5                    | Haren-Süd                                                                    | Haren-Süd                                                                    |
| Kreuzung geradeaus unten · Kreuzung geradeaus unten |                        | Strecke 26 Schaarbeek-Halle                                                  | Strecke 26 Schaarbeek-Halle                                                  |
| Grenze · Grenze |                        | Regionsgrenze Brüssel – Flandern                                             | Regionsgrenze Brüssel – Flandern                                             |
| Strecke mit Straßenbrücke · Strecke mit Straßenbrücke |                        | N21                                                                          | N21                                                                          |
| Dienststation / Betriebs- oder Güterbahnhof · Bahnhof | 7,0                    | Diegem                                                                       | Diegem                                                                       |
| Strecke mit Straßenbrücke · Strecke mit Straßenbrücke |                        | A201                                                                         | A201                                                                         |
| Strecke Anfang Hochstrecke, Ende Hochstrecke und nach rechts · Strecke Anfang Hochstrecke, Ende Hochstrecke und nach links |                        | R0 (Autobahnring Brüssel)                                                    | R0 (Autobahnring Brüssel)                                                    |
| Dienststation / Betriebs- oder Güterbahnhof · Bahnhof | 9,4                    | Zaventem                                                                     | Zaventem                                                                     |
| Strecke mit Straßenbrücke · Strecke mit Straßenbrücke |                        | N262                                                                         | N262                                                                         |
| |                        | Fernverkehr ↔ Flughafen                                                      |                                                                              |
| Strecke · Abzweig geradeaus, nach links und von links |                        | Strecke 36C (Flughafenbahn Brüssel)                                          | Strecke 36C (Flughafenbahn Brüssel)                                          |
| ehemaliger Haltepunkt / Haltestelle · Haltepunkt / Haltestelle | 12,0                   | Nossegem                                                                     | Nossegem                                                                     |
| Strecke mit Straßenbrücke · Strecke mit Straßenbrücke |                        | N227                                                                         | N227                                                                         |
| |                        | Flughafen ↔ Fernverkehr                                                      |                                                                              |
| ehemaliger Haltepunkt / Haltestelle · Haltepunkt / Haltestelle | 14,7                   | Kortenberg                                                                   | Kortenberg                                                                   |
| Strecke · ehemaliger Haltepunkt / Haltestelle | 16,1                   | Zavelstraat (1887–1920)                                                      | Zavelstraat (1887–1920)                                                      |
| ehemaliger Haltepunkt / Haltestelle · Haltepunkt / Haltestelle | 17,8                   | Erps-Kwerps                                                                  | Erps-Kwerps                                                                  |
| Strecke · ehemaliger Haltepunkt / Haltestelle | 19,2                   | Beisem geschlossen 1984                                                      | Beisem geschlossen 1984                                                      |
| ehemaliger Haltepunkt / Haltestelle · Haltepunkt / Haltestelle | 21,1                   | Veltem                                                                       | Veltem                                                                       |
| ehemaliger Haltepunkt / Haltestelle · Haltepunkt / Haltestelle | 24,0                   | Herent                                                                       | Herent                                                                       |
| Strecke nach rechts · Strecke nach links |                        | N26                                                                          | N26                                                                          |
| Strecke · Strecke |                        | ab hier Linienbetriebverkehr                                                 | ab hier Linienbetriebverkehr                                                 |
| Strecke mit Straßenbrücke · Strecke mit Straßenbrücke |                        | A2                                                                           | A2                                                                           |
| Strecke · Abzweig geradeaus und nach links |                        | Nordumfahrung Bahnhof Löwen                                                  | Nordumfahrung Bahnhof Löwen                                                  |
| Strecke unter Wasserlauf Anfang Hochstrecke · Brücke über Wasserlauf |                        | Löwen-Dijle-Kanal                                                            | Löwen-Dijle-Kanal                                                            |
| Strecke Ende Hochstrecke · Brücke |                        | N19                                                                          | N19                                                                          |
| Strecke unter Wasserlauf Anfang Hochstrecke · Brücke über Wasserlauf |                        | Dijle                                                                        | Dijle                                                                        |
| Strecke Ende Hochstrecke · Abzweig geradeaus und von links |                        | Strecke 53 nach Mecheln                                                      | Strecke 53 nach Mecheln                                                      |
| Strecke · Abzweig geradeaus und von links |                        | Strecke 35 nach Hasselt                                                      | Strecke 35 nach Hasselt                                                      |
| Strecke · Dienststation / Betriebs- oder Güterbahnhof |                        | Betriebsbahnhof Löwen                                                        | Betriebsbahnhof Löwen                                                        |
| Strecke Anfang Hochstrecke, Ende Hochstrecke und nach rechts · Strecke Anfang Hochstrecke, Ende Hochstrecke und nach links |                        | N2                                                                           | N2                                                                           |
| Bahnhof · Bahnhof | 28,7                   | Löwen                                                                        | Löwen                                                                        |
| Strecke mit Straßenbrücke · Strecke mit Straßenbrücke |                        | N3                                                                           | N3                                                                           |
| Kreuzung geradeaus oben · Abzweig geradeaus und nach rechts |                        | Strecke 139 nach Ottignies                                                   | Strecke 139 nach Ottignies                                                   |
| Strecke mit Straßenbrücke · Strecke mit Straßenbrücke |                        | N25                                                                          | N25                                                                          |
| Strecke nach halbrechts · Strecke |                        | HSL 2 nach Lüttich                                                           | HSL 2 nach Lüttich                                                           |
| ehemaliger Haltepunkt / Haltestelle | 34,1                   | Korbeek-Lo geschlossen 1984                                                  | Korbeek-Lo geschlossen 1984                                                  |
| ehemaliger Haltepunkt / Haltestelle | 36,1                   | Lovenjoel geschlossen 1984                                                   | Lovenjoel geschlossen 1984                                                   |
| Haltepunkt / Haltestelle | 40,0                   | Vertrijk                                                                     | Vertrijk                                                                     |
| Brücke |                        | N234                                                                         | N234                                                                         |
| ehemaliger Haltepunkt / Haltestelle | 42,0                   | Roosbeek                                                                     | Roosbeek                                                                     |
| ehemaliger Haltepunkt / Haltestelle | 44,3                   | Kumtich                                                                      | Kumtich                                                                      |
| Brücke |                        | R27                                                                          | R27                                                                          |
| Bahnhof | 47,4                   | Tienen                                                                       | Tienen                                                                       |
| Brücke |                        | N29                                                                          | N29                                                                          |
| Abzweig geradeaus und ehemals nach rechts |                        | Strecke 139 nach Namur (1867–1968)                                           | Strecke 139 nach Namur (1867–1968)                                           |
| Abzweig geradeaus und ehemals nach links |                        | Strecke 22 nach Diest (1878–1988)                                            | Strecke 22 nach Diest (1878–1988)                                            |
| Strecke mit Straßenbrücke |                        | R27                                                                          | R27                                                                          |
| Haltepunkt / Haltestelle | 53,8                   | Ezemaal                                                                      | Ezemaal                                                                      |
| ehemaliger Strecke mit Straßenbrücke |                        | N279                                                                         | N279                                                                         |
| Haltepunkt / Haltestelle | 57,0                   | Neerwinden                                                                   | Neerwinden                                                                   |
| Bahnübergang |                        | Bahnhof Neerwinden                                                           | Bahnhof Neerwinden                                                           |
| Abzweig geradeaus und ehemals von rechts |                        | Strecke 147 nach Gembloux (1865–1981)                                        | Strecke 147 nach Gembloux (1865–1981)                                        |
| Bahnhof | 60,7                   | Landen                                                                       | Landen                                                                       |
| Strecke mit Straßenbrücke |                        | N283                                                                         | N283                                                                         |
| Abzweig geradeaus und ehemals nach rechts |                        | Strecke 127 nach Huy (1875–1964)                                             | Strecke 127 nach Huy (1875–1964)                                             |
| Abzweig geradeaus und nach links |                        | Strecke 21 nach Hasselt                                                      | Strecke 21 nach Hasselt                                                      |
| Brücke |                        | N80                                                                          | N80                                                                          |
| ehemaliger Haltepunkt / Haltestelle | 64,0                   | Gingelom                                                                     | Gingelom                                                                     |
| ehemaliger Haltepunkt / Haltestelle | 69,0                   | Jeuk                                                                         | Jeuk                                                                         |
| Strecke mit Straßenbrücke |                        | N755                                                                         | N755                                                                         |
| Grenze |                        | Regionsgrenze Flandern-Wallonien                                             | Regionsgrenze Flandern-Wallonien                                             |
| ehemaliger Haltepunkt / Haltestelle | 71,5                   | Corswarem                                                                    | Corswarem                                                                    |
| Bahnübergang |                        | Bahnhof Corswarem                                                            | Bahnhof Corswarem                                                            |
| Kreuzung |                        | A3 und HSL 2                                                                 | A3 und HSL 2                                                                 |
| Bahnhof | 74,5                   | Waremme                                                                      | Waremme                                                                      |
| Strecke mit Straßenbrücke |                        | N69                                                                          | N69                                                                          |
| Haltepunkt / Haltestelle | 77,2                   | Bleret                                                                       | Bleret                                                                       |
| Haltepunkt / Haltestelle | 79,8                   | Remicourt                                                                    | Remicourt                                                                    |
| Haltepunkt / Haltestelle | 83,2                   | Momalle                                                                      | Momalle                                                                      |
| Haltepunkt / Haltestelle | 85,4                   | Fexhe-le-Haut-Clocher                                                        | Fexhe-le-Haut-Clocher                                                        |
| Haltepunkt / Haltestelle | 87,8                   | Voroux-Goreux                                                                | Voroux-Goreux                                                                |
| ehemaliger Dienststation / Betriebs- oder Güterbahnhof |                        | Rangierbahnhof Voroux                                                        | Rangierbahnhof Voroux                                                        |
| |                        |                                                                              |                                                                              |
| |                        | Güterumgehungsbahn Lüttich (Strecke 36A) nach Kinkempois                     |                                                                              |
| |                        |                                                                              |                                                                              |
| Haltepunkt / Haltestelle · Strecke von halblinks | 89,9                   | Bierset-Awans HSL 2 von Löwen                                                | Bierset-Awans HSL 2 von Löwen                                                |
| |                        | A15                                                                          |                                                                              |
| |                        | A602                                                                         |                                                                              |
| Bahnhof | 93,4                   | Ans                                                                          | Ans                                                                          |
| |                        |                                                                              |                                                                              |
| |                        |                                                                              |                                                                              |
| Kreuzung geradeaus unten und rechts (Querstrecke außer Betrieb) |                        | Strecke 31 nach Liers (1864–1996)→ ←Strecke 32 nach Flémalle (1868–1992)     | Strecke 31 nach Liers (1864–1996)→ ←Strecke 32 nach Flémalle (1868–1992)     |
| |                        |                                                                              |                                                                              |
| ehemaliger Haltepunkt / Haltestelle | 94,7                   | Montegnée                                                                    | Montegnée                                                                    |
| Strecke mit Straßenbrücke |                        | N637                                                                         | N637                                                                         |
| |                        |                                                                              |                                                                              |
| ehemaliger Haltepunkt / Haltestelle | 97,0                   | Lüttich Haut-Pré (geschlossen 1994, ursprünglich Bergstation Kabelzuganlage) | Lüttich Haut-Pré (geschlossen 1994, ursprünglich Bergstation Kabelzuganlage) |
| |                        |                                                                              |                                                                              |
| Strecke mit Straßenbrücke |                        | N503                                                                         | N503                                                                         |
| |                        | Rampe Haut Pré (30 ‰)                                                        |                                                                              |
| Tunnel |                        | Tunnel Saint-Gilles                                                          | Tunnel Saint-Gilles                                                          |
| Strecke von links und von halblinks |                        | Strecke 34 nach Hasselt                                                      | Strecke 34 nach Hasselt                                                      |
| Bahnhof | 99,9                   | Lüttich-Guillemins                                                           | Lüttich-Guillemins                                                           |
| Strecke nach rechts und nach rechts |                        | Strecke 125 nach Namur                                                       | Strecke 125 nach Namur                                                       |
| Brücke über Wasserlauf |                        | Maas                                                                         | Maas                                                                         |
| |                        |                                                                              |                                                                              |
| Kreuzung geradeaus oben, links und rechts |                        | Strecke 40 nach Maastricht → ← Strecke 125A zum Rbf Kinkempois               | Strecke 40 nach Maastricht → ← Strecke 125A zum Rbf Kinkempois               |
| |                        |                                                                              |                                                                              |
| Abzweig geradeaus und nach rechts |                        | Strecke 43 nach Marloie                                                      | Strecke 43 nach Marloie                                                      |
| |                        |                                                                              |                                                                              |
| Abzweig geradeaus und nach links |                        | Hochgeschwindigkeitsstrecke HSL 3 nach Aachen                                | Hochgeschwindigkeitsstrecke HSL 3 nach Aachen                                |
| |                        |                                                                              |                                                                              |
| |                        | Strecke 37 nach Aachen                                                       |                                                                              |

Die Bahnstrecke Brüssel – Lüttich (Linie 36) verbindet die belgischen Städte Brüssel und Lüttich über Löwen und Tienen. Die Strecke ist recht genau 100 km lang und eine der ältesten Fernbahnstrecken Europas, sie wurde in drei Abschnitten von 1837 bis 1842 eröffnet. Der westliche Abschnitt zwischen Brüssel und Löwen stammt aus dem Jahr 1866 und wurde bis 2003 viergleisig und für 200 km/h als Linie 36N ausgebaut; zwischen Löwen und Ans ermöglicht die Schnellfahrstrecke HSL 2 300 km/h.
Die Bahnstrecke wurde durch den Belgischen Staat errichtet, heutige Betreiberin ist die Infrastrukturgesellschaft Infrabel.

## Verlauf
Der Westabschnitt Brüssel-Löwen ist durchgehend viergleisig ausgebaut und verläuft praktisch vollständig durch bebautes Gebiet im Osten der Stadtregion Brüssel. Der mittlere Abschnitt besitzt einen ländlicheren Charakter, bevor schließlich die dicht bebaute Industrieregion Lüttich erreicht wird.

### Brüssel-Löwen (Ballungsraum Brüssel)

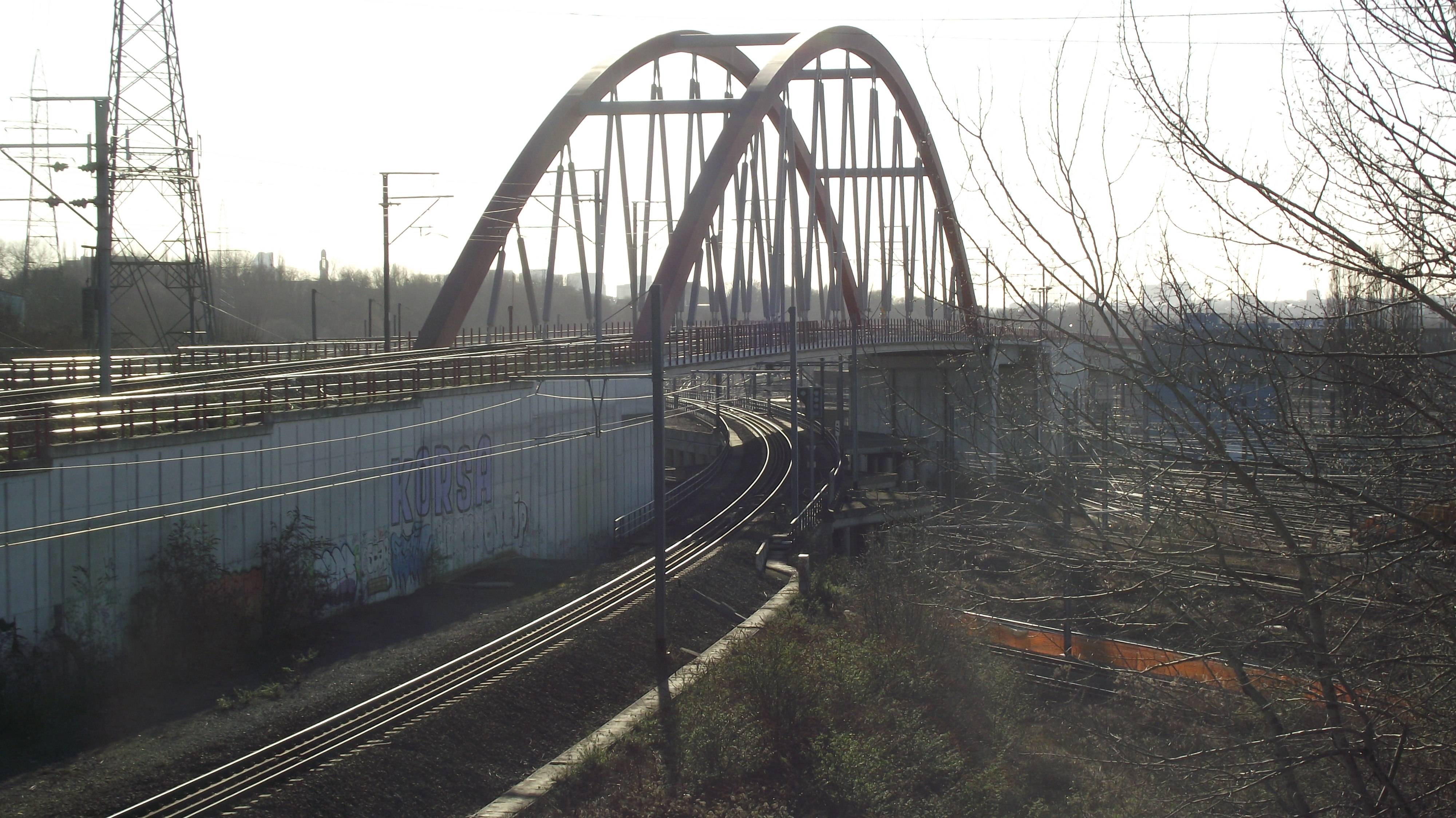
Ausfädelung der Strecken 36 (unten) und 36N (oben) aus dem Rangierbahnhof Schaarbeek

Die Strecke beginnt formell am Brüsseler Nordbahnhof und verläuft zunächst, gemeinsam mit einigen anderen Strecken, von dort nordwärts entlang der vielgleisigen Bahntrasse Richtung Antwerpen. In diesem Abschnitt befindet sich der große Bahnhof Schaarbeek.
Im Bereich des sich hier anschließenden Rangierbahnhofs Haren fädelt die Strecke 36 viergleisig in Richtung Westen aus. Jenseits des Bahnhofs Haren-Süd wird die ringförmig durch den Brüsseler Osten verlaufende Strecke 26 gekreuzt, kurz darauf die Regionsgrenze zwischen Brüssel und Flandern.
Nach zwei weiteren viergleisigen Stationen (Diegem und Zaventem) fädelt nach Norden die überwiegend unterirdisch verlaufende Flughafenstrecke 36C aus, die den Flughafen Brüssel-Zaventem erschließt.
Die fünf folgenden Bahnhöfe Nossegem, Kortenberg, Erps-Kwerps, Veltem und Herent sind S-Bahn-Stationen in flämischen Wohngemeinden am Rande der Großstadt.
Im Stadtgebiet von Löwen werden der Löwen-Dijle-Kanal und der Fluss Dijle überquert. Von Norden her münden hier die Strecken 53 (aus Mecheln) und 35 (aus Hasselt) ein. Nach dem Durchfahren des Betriebsbahnhofs, an dem sich die große Brauerei Stella Artois befindet, wird der Bahnhof Löwen erreicht, wo seit 2015 die S-Bahn-Linie 2 endet.

### Löwen-Voroux
Südlich des Bahnhofs Löwen zweigt Richtung Süden die Strecke 139 nach Ottignies ab, kurz darauf die Schnellfahrstrecke HSL 2, die sich aber nicht weit entfernt, sondern entlang der Autobahn A3 ebenfalls Richtung Lüttich verläuft und sich einige Kilometer vor dem Ziel wieder in die Altstrecke einfädelt.
Die nun zweigleisige Strecke hat bis zum Bahnhof Tienen nur noch eine Zwischenstation (Vertrijk), vier weitere wurden 1984 geschlossen. Die 33.000-Einwohner-Stadt Tienen besitzt das älteste erhaltene Bahnhofsgebäude Belgiens (erbaut 1842) und war Endpunkt der Bahnstrecken Strecke 22 (nach Diest) und Strecke 142 (nach Namur), die aber 1958 bzw. 1960 stillgelegt wurden.
Nach zwei weiteren Zwischenstationen wird die Kleinstadt Landen erreicht, die früher ein echter Bahnknotenpunkt war, denn hier zweigten drei Strecken von der Hauptstrecke ab:
- Strecke 21 nach Hasselt, diese Strecke ist noch in Betrieb
- Strecke 127 nach Huy, stillgelegt 1963
- Strecke 147, nach Tamines, stillgelegt 1981.

Es folgen drei weitere 1984 aufgehobene Stationen, die Regionsgrenze zu Wallonien, und die Autobahn A3 samt der Hochgeschwindigkeitsstrecke, die hier über eine Brücke auf die Nordseite der Altstrecke wechseln. In der Kleinstadt Waremme befindet sich der erste Bahnhof auf wallonischem Gebiet.
Nach vier weiteren Zwischenstationen folgt, am westlichen Rand der Agglomeration Lüttich, der 1990 stillgelegte Rangierbahnhof Voroux, der heute nur noch ein Haltepunkt für den Personenverkehr ist.

### In Lüttich
Direkt an der ehemaligen Ostausfahrt des Rangierbahnhofs zweigt die 1939 eröffnete Güterumgehungsbahn Lüttich Bahnstrecke Y Voroux–Kinkempois (L 36A) nach Süden ab, die schwere Güterzüge um die Innenstadt und die Gefällestrecke bei Ans herum zum großen Rangierbahnhof Kinkempois am südlichen Maasufer führt.
Praktisch auf derselben Höhe mündet von der anderen Seite her kommend die Schnellfahrstrecke HSL 2 wieder auf die alte Trasse ein. Bis zum Bahnhof Ans verlaufen beide Strecken viergleisig parallel zueinander, westlich davon verläuft die Strecke zweigleisig weiter und wird von den Hochgeschwindigkeitszügen mitbenutzt. Ans war früher ein wichtiger Umsteigeknoten, hier zweigten die Strecken 31 (nach Liers) und 32 (nach Flémalle) ab, die 1996 bzw. 1992 stillgelegt wurden, außerdem die 1959 stillgelegte Überlandstraßenbahn nach Oreye sowie die städtische Straßenbahn Lüttich.
Die letzten sechs Kilometer bis zum Bahnhof Guillemins, der die Funktion eines Hauptbahnhofes hat, weist die 4,3 Kilometer lange Rampe ein starkes Gefälle (3 %) auf, die einen Höhenunterschied von 110 Meter überwindet, wodurch früher für die Beförderung schwerer Güterzüge eine zweite Lokomotive als Schublok erforderlich war. Zwischen 1842 und den 1870er Jahren wurden die Züge aufgrund der hohen Steigung sogar per Kabel gezogen („Plan incliné de la côte d’Ans“). Kurz vor Erreichen des Bahnhofs gesellt sich die für den Lütticher Stadtverkehr wichtige Strecke L 34 aus Hasselt hinzu, die die Brüsseler Strecke im Tunnel unterquert und kurz vor dem Bahnhof ans Tageslicht kommt.

### Wichtige Bahnhöfe
Die Bahnhöfe Brüssel-Nord, Löwen und Lüttich-Guillemins dienen auch der parallel verlaufenden Hochgeschwindigkeitsstrecke von Brüssel nach Köln. Tienen, Landen und Ans sind (ehemalige) Knotenpunkte für den Regionalverkehr.

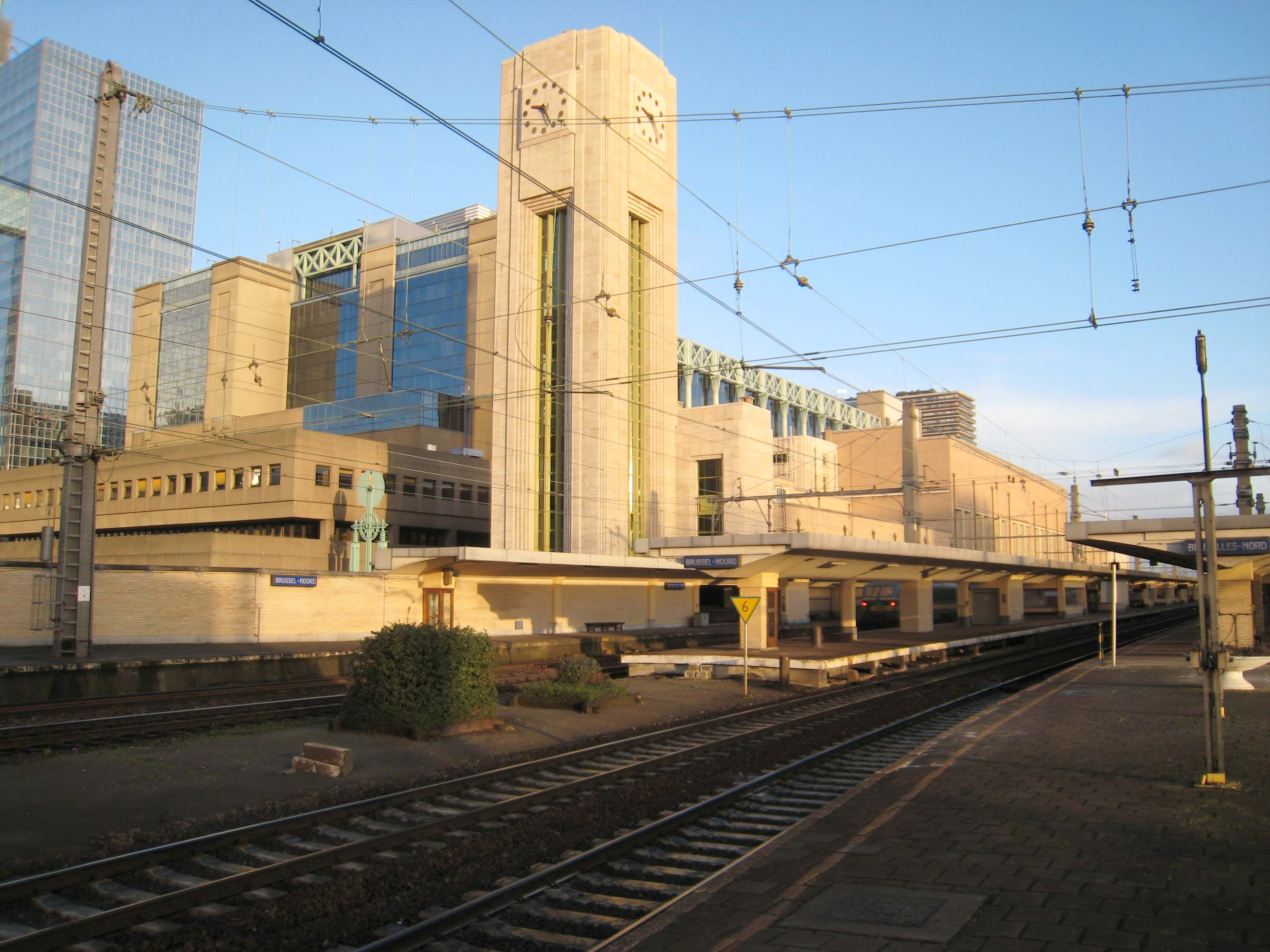
Brüssel Nordbahnhof
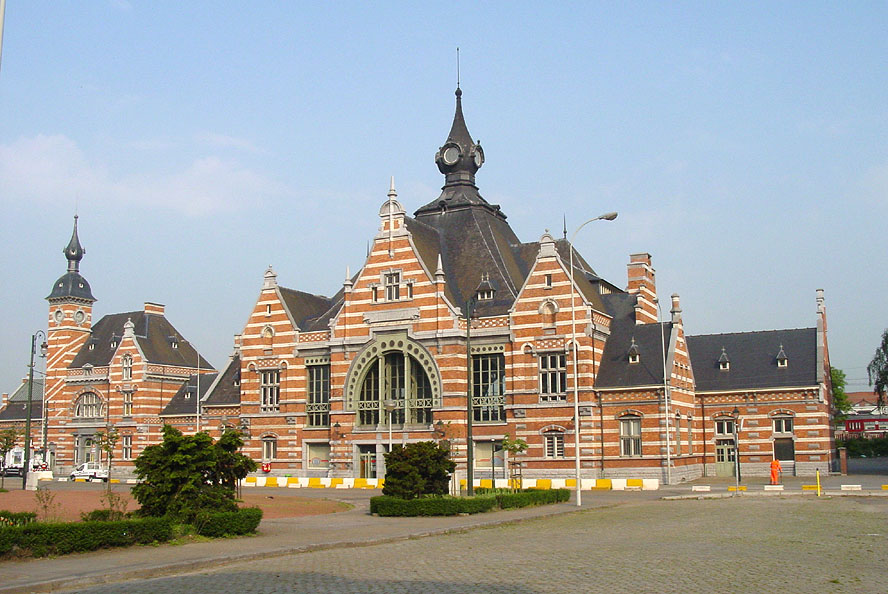
Schaarbeek
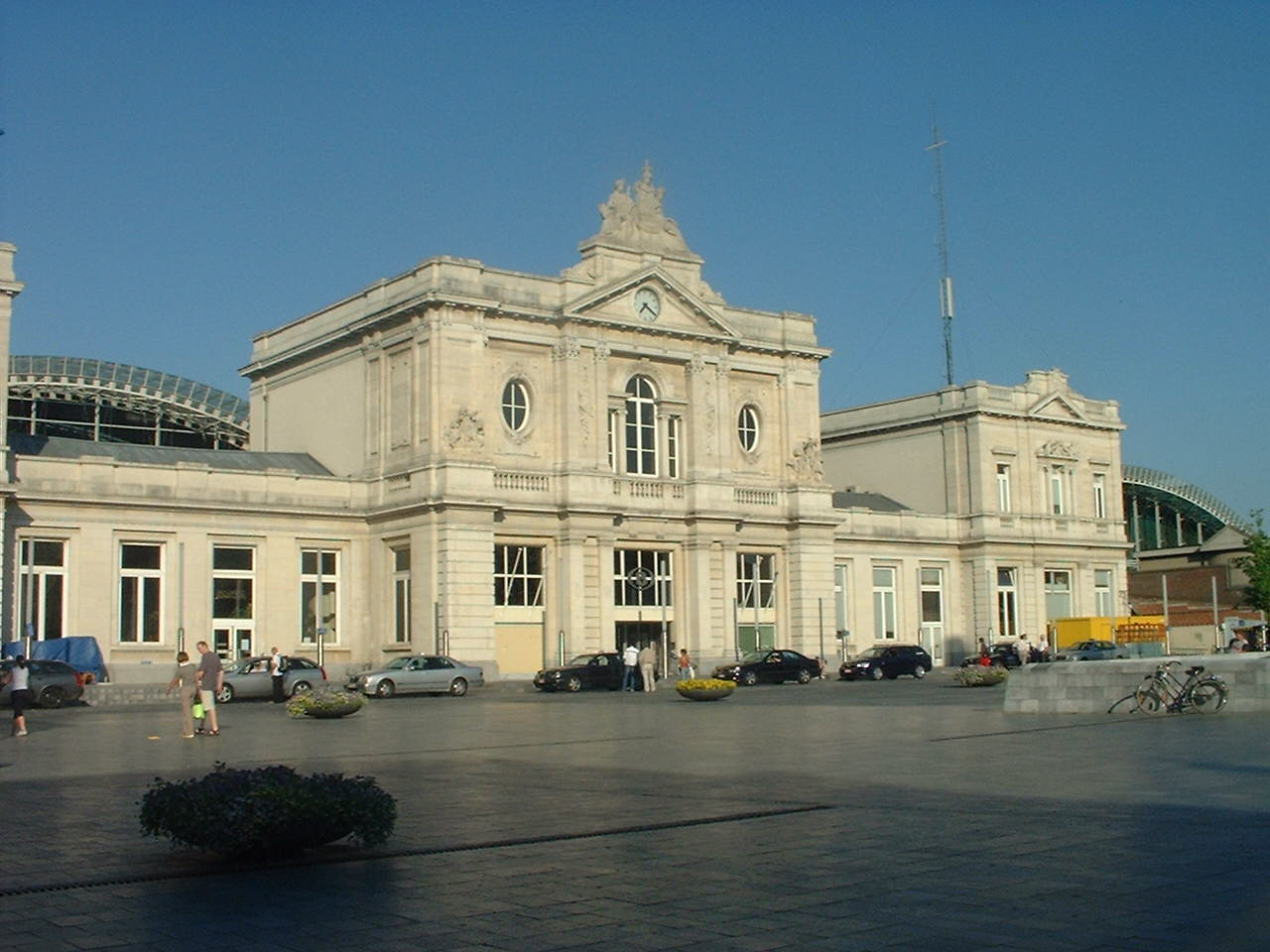
Löwen
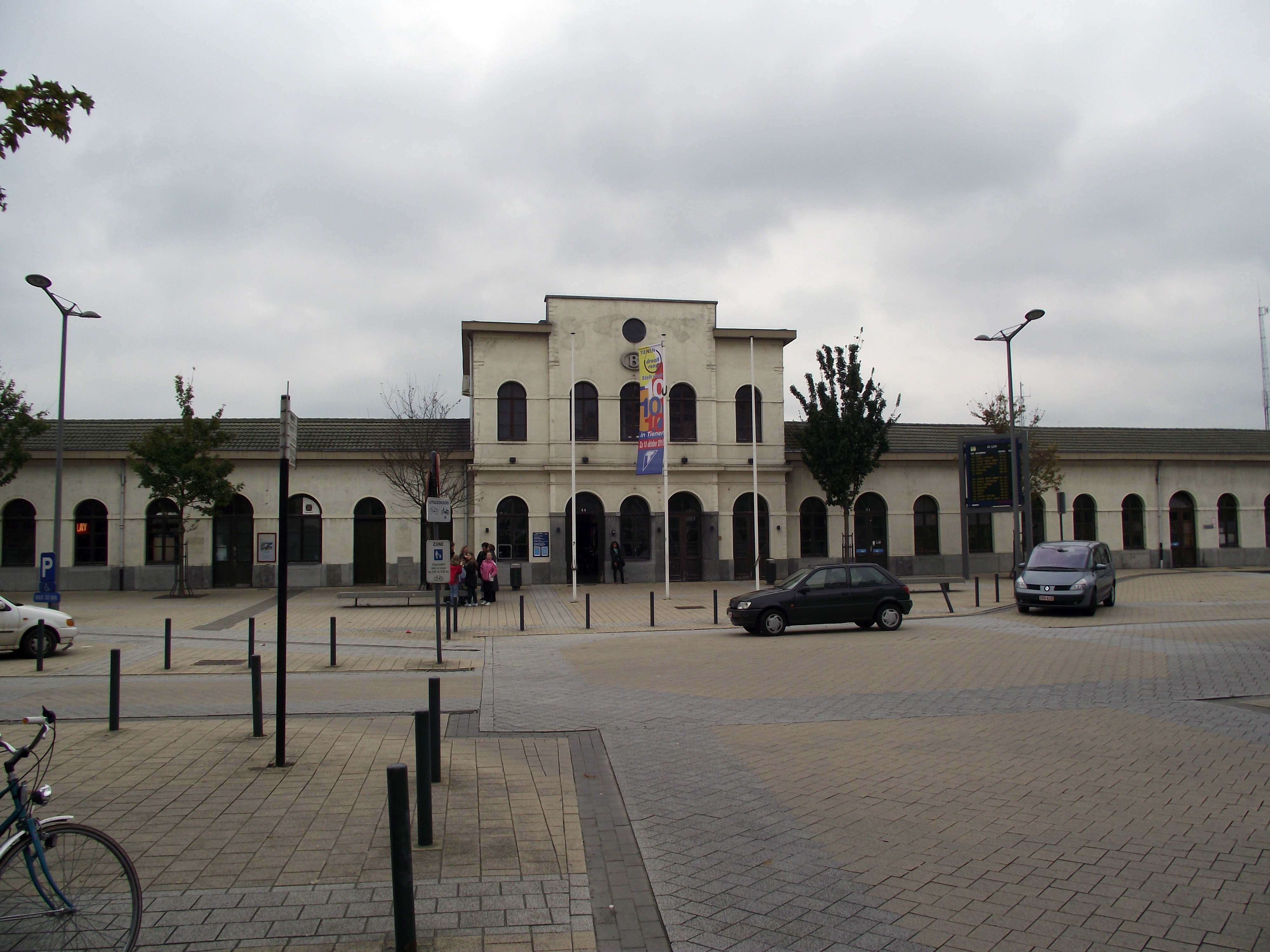
Tienen
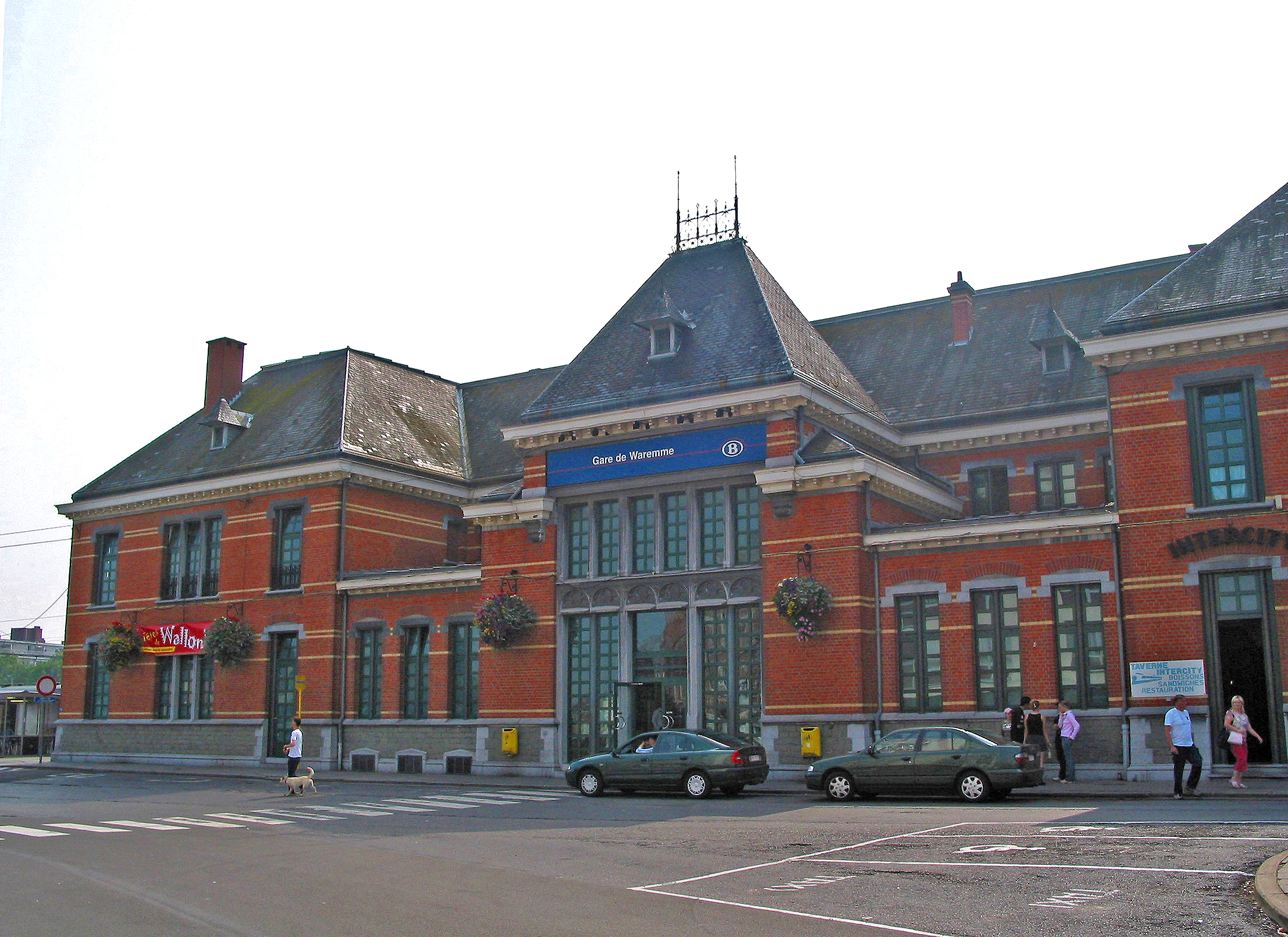
Waremme
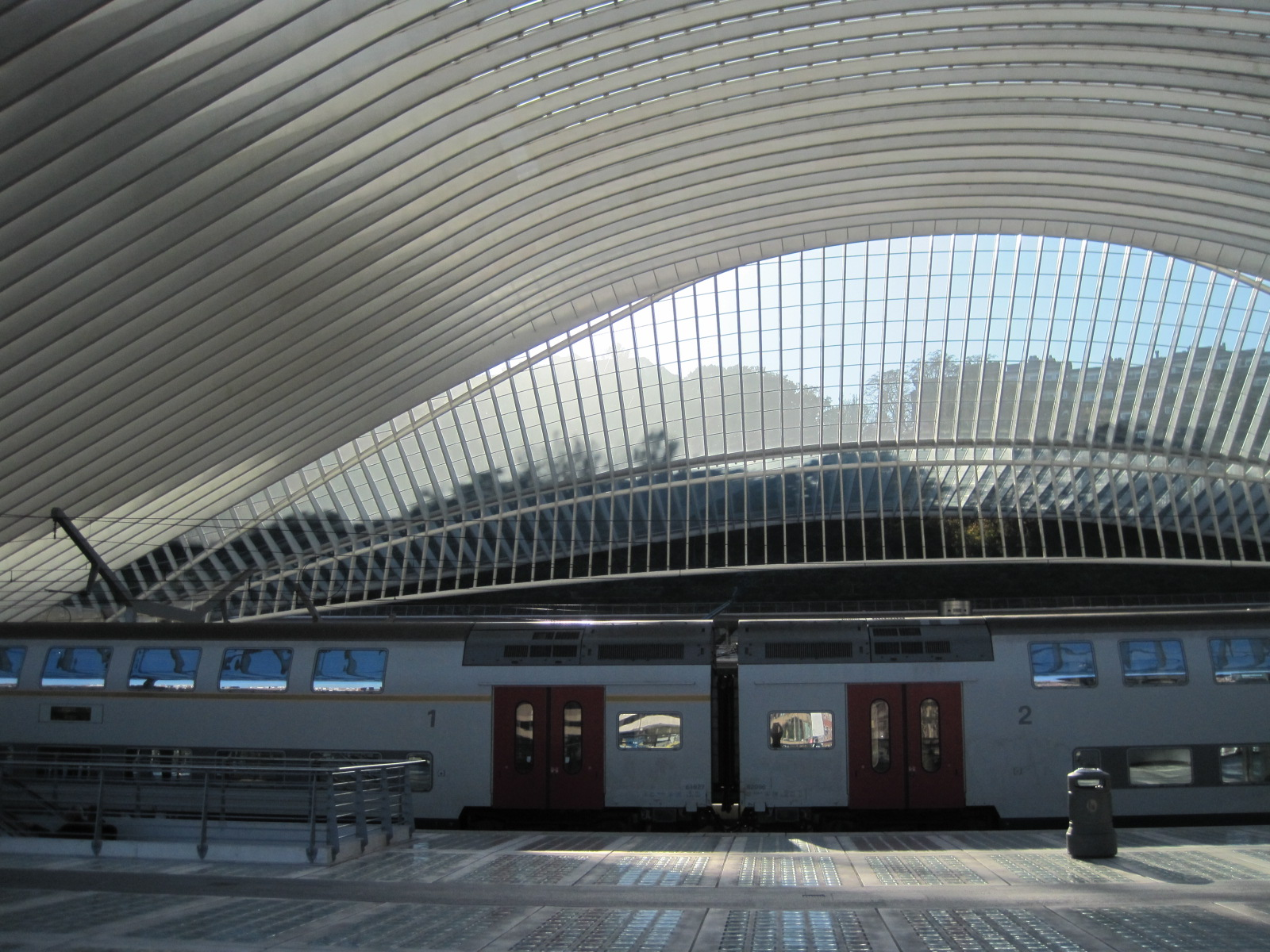
Lüttich-Guillemins

## Geschichte

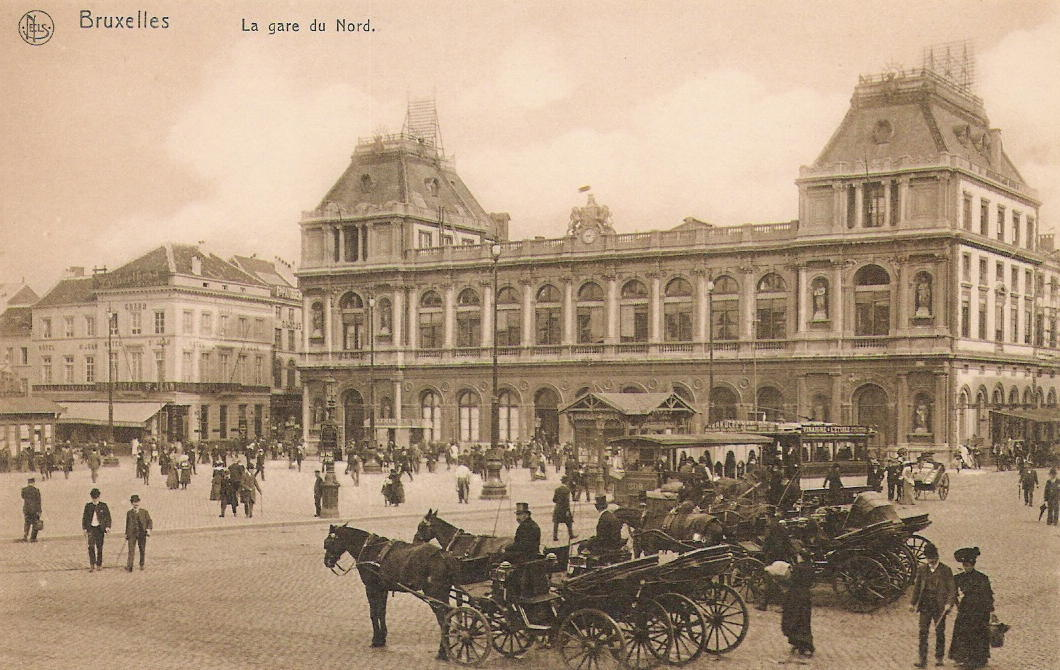
Der alte Brüsseler Nordbahnhof

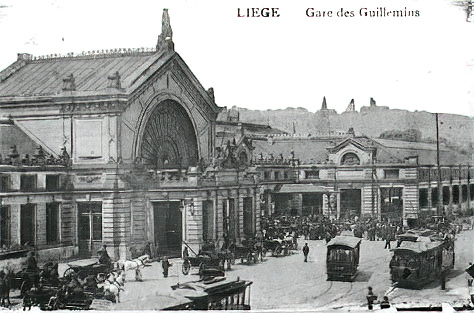
Der alte Bahnhof Lüttich-Guillemins

Das erste Teilstück dieser Strecke wurde 1837 zwischen Löwen und Tienen eröffnet. Ein halbes Jahr später folgte die östliche Erweiterung bis Ans. Bereits 1842 wurde die Strecke zweigleisig ausgebaut und bis Lüttich verlängert. Der Abschnitt von Löwen nach Brüssel folgte erst 1866. Bauherr war das Königreich Belgien, es war also von Anfang an eine staatliche Bahnstrecke.
Die starke Steigung von Lüttich bis Ans war für damalige Lokomotiven zu steil. Deswegen wurden die Züge Richtung Westen mithilfe eines Kabels den Berg hinaufgezogen, das von einer stationären Dampfmaschine im Stadtteil Haut-Pré angetrieben wurde. Der Kabelbetrieb endete für Personenzüge 1866, für Güterzüge 1872.
Der Kabelbetrieb wurde danach durch Schiebelokomotiven ersetzt, diese waren im Bahnhof Guillemins stationiert. Sie wurden nicht mit dem anzuschiebenden Zug gekoppelt. Oben in Ans angekommen, bremsten sie ab, und der Zug fuhr alleine weiter.
Im Zusammenhang mit dem Bau des Brüsseler Innenstadttunnels wurde der alte Nordbahnhof abgerissen und durch einen 1952 eröffneten Durchgangsbahnhof ersetzt.
Bis 1954 wurde der Abschnitt Brüssel-Löwen elektrifiziert, Löwen-Lüttich folgte 1955.
1984 wurden zahlreiche Zwischenstationen entlang der Strecke geschlossen.
Um die Jahrtausendwende herum wurde diese stark befahrene Strecke in ihrer Kapazität verdoppelt. Im Großraum Brüssel (bis Löwen) wurde die Bestandsstrecke viergleisig ausgebaut, um Schnell- und Nahverkehr voneinander zu trennen. Die beiden mittleren Gleise (als Strecke 36N bezeichnet) können von Schnellzügen mit bis zu 200 km/h befahren werden, die beiden äußeren dienen den Regionalzügen. Östlich von Löwen haben die Schnellzüge eine eigene Neubaustrecke (HSL 2). Nur die Gefällestrecke von Ans bis Lüttich-Guillemins ist bis heute zweigleisig und dient beiden Verkehrsarten gemeinsam.
1997 verkehrten die ersten Thalys-Hochgeschwindigkeitszüge (Paris-Brüssel-Köln), noch über die alte Strecke, der seit 2002 verkehrende ICE International Brüssel-Köln-Frankfurt konnte von Ende 2004 die Neubaustrecke nutzen.
Der Bahnhof Lüttich-Guillemins wurde für den Hochgeschwindigkeitsverkehr völlig neu gebaut und nach Süden verschoben. Der Neubau wurde 2009 eröffnet.
Die Nahverkehrsstationen zwischen Brüssel-Nord und Löwen werden seit 2015 von der S-Bahn Brüssel bedient.
Als erste Bestandsstrecke wurde die Strecke mit ETCS ausgerüstet und am 1. März 2012 damit in Betrieb genommen. Erstmals kam damit auch ETCS Level 1 in Belgien zum Einsatz.

## Betrieb
Der Fernverkehr (Thalys Paris-Köln und ICE International Brüssel-Frankfurt) verläuft heute über die Neubaustrecke HSL 2, zwischen Brüssel und Löwen auf den als Strecke 36N bezeichneten beiden mittleren Gleisen.
Im Regionalverkehr verlaufen mehrere Intercity-Linien über die Strecke:
- IC A (heute: IC 01): Eupen-Ostende (Gesamtstrecke)
- IC E: Blankenberge-Tongeren (Brüssel-Löwen)
- IC F: Quiévrain-Lüttich (Gesamtstrecke)
- IC K: Gent-Genk (Brüssel-Landen)
- IC O: Brüssel-Wezet (Gesamtstrecke)
- IC Q: Antwerpen-Landen (Nossegem-Landen)

Dazu kommen Nahverkehrszüge,  
bis Löwen die Brüsseler S-Bahn-Linie 2 und  
ab Waremme die Lütticher S-Bahn-Linie 44.